# Theridion lago
Theridion lago är en spindelart som beskrevs av Claude Lévi 1963. Theridion lago ingår i släktet Theridion och familjen klotspindlar.
Artens utbredningsområde är Ecuador. Inga underarter finns listade i Catalogue of Life.